# Liste der denkmalgeschützten Objekte in Sankt Georgen bei Salzburg
Die Liste der denkmalgeschützten Objekte in Sankt Georgen bei Salzburg enthält die 10 denkmalgeschützten, unbeweglichen Objekte der Gemeinde Sankt Georgen bei Salzburg.

## Denkmäler
| Foto |                 | Denkmal                                                                      | Standort                                         | Beschreibung | Metadaten |
| ---- | --------------- | ---------------------------------------------------------------------------- | ------------------------------------------------ | --- | --- |
| ja   | Datei hochladen | Kath. Filialkirche hl. Nikolaus, Holzhausen HERIS-ID: 16116 Objekt-ID: 12371 | Nikolausweg Standort KG: Holzhausen              | Die Filialkirche im Norden des Ortes ist größtenteils spätgotisch mit einem barocken Giebelreiter. Der unverputzte Konglomeratbau besteht aus einem einschiffigen Langhaus sowie einem polygonal geschlossenen Chor. Hochaltar, Seitenaltar und Kanzel stammen aus dem 17. Jahrhundert. Der ausspringende Erweiterungsanbau im Westen wurde ab 1985 nach Plänen von Clemens Holzmeister angefügt.              | BDA-Hist.: Q37807967 Status: § 2a Stand der BDA-Liste: 2025-06-30 Name: Kath. Filialkirche hl. Nikolaus, Holzhausen GstNr.: 2297 Kath. Filialkirche hl. Nikolaus in Holzhausen |
| ja   | Datei hochladen | Hellkapelle in Roding HERIS-ID: 16102 Objekt-ID: 12357                       | neben Rodinger Straße 17 Standort KG: Holzhausen | Die Kapelle mit einem Giebelreiter samt Spitzhelm wurde 1898 errichtet. | BDA-Hist.: Q37807615 Status: Bescheid Stand der BDA-Liste: 2025-06-30 Name: Hellkapelle in Roding GstNr.: 2298 Hellkapelle, Roding                                             |
| ja   | Datei hochladen | Kooperatorstöckl HERIS-ID: 16106 Objekt-ID: 12361                            | Dechanthof 1 Standort KG: St. Georgen            | Das Kooperatorstöckl ist ein kubischer dreigeschoßiger Bau mit Walmdach, im Kern aus dem 17. Jahrhundert. Es schließt gleich südlich an die Pfarrkirche an. | BDA-Hist.: Q37807743 Status: § 2a Stand der BDA-Liste: 2025-06-30 Name: Kooperatorstöckl GstNr.: .25, 350/1 Pfarrhof Sankt Georgen bei Salzburg                                |
| ja   | Datei hochladen | Kriegerdenkmal HERIS-ID: 16108 Objekt-ID: 12363                              | bei Dechanthof 1 Standort KG: St. Georgen        | Der rechteckige Bau mit Walmdach steht an der Friedhofsmauer. Die Figur des knienden Kriegers stammt aus der Zeit um 1920. | BDA-Hist.: Q37807819 Status: § 2a Stand der BDA-Liste: 2025-06-30 Name: Kriegerdenkmal GstNr.: 350/1 Kriegerdenkmal Sankt Georgen bei Salzburg                                 |
| ja   | Datei hochladen | Mesnerhaus Untereching HERIS-ID: 16111 Objekt-ID: 12366                      | Emeranweg 7 Standort KG: St. Georgen             | | BDA-Hist.: Q37807876 Status: Bescheid Stand der BDA-Liste: 2025-06-30 Name: Mesnerhaus Untereching GstNr.: 4252 Kath. Filialkirche hl. Emeran in Untereching                   |
| ja   | Datei hochladen | Kath. Filialkirche hl. Emeran HERIS-ID: 16110 Objekt-ID: 12365               | Emeranweg 9 Standort KG: St. Georgen             | → Hauptartikel : Filialkirche Untereching f1 | BDA-Hist.: Q17123145 Status: § 2a Stand der BDA-Liste: 2025-06-30 Name: Kath. Filialkirche hl. Emeran GstNr.: 4256 Kath. Filialkirche hl. Emeran in Untereching                |
| ja   | Datei hochladen | Pfarrhof HERIS-ID: 16107 Objekt-ID: 12362                                    | Pfarrhofstraße 1 Standort KG: St. Georgen        | Der zweigeschoßige Pfarrhof mit Krüppelwalmdach wurde 1614 erbaut. | BDA-Hist.: Q37807763 Status: § 2a Stand der BDA-Liste: 2025-06-30 Name: Pfarrhof GstNr.: 350/1 Pfarrhof Sankt Georgen bei Salzburg                                             |
| ja   | Datei hochladen | Kath. Pfarrkirche hl. Georg HERIS-ID: 16105 Objekt-ID: 12360                 | Pfarrhofstraße 3 Standort KG: St. Georgen        | → Hauptartikel : Pfarrkirche St. Georgen bei Salzburg f1 | BDA-Hist.: Q17126925 Status: § 2a Stand der BDA-Liste: 2025-06-30 Name: Kath. Pfarrkirche hl. Georg GstNr.: 4704 Pfarrkirche St. Georgen bei Salzburg                          |
| ja   | Datei hochladen | Heimatmuseum, Siglhaus HERIS-ID: 16103 Objekt-ID: 12358                      | Siglhausweg 1 Standort KG: St. Georgen           | | BDA-Hist.: Q37807647 Status: § 2a Stand der BDA-Liste: 2025-06-30 Name: Heimatmuseum, Siglhaus GstNr.: 373/1 Heimatmuseum Siglhaus, Sankt Georgen bei Salzburg                 |
| ja   | Datei hochladen | Kath. Filialkirche hl. Maria HERIS-ID: 16114 Objekt-ID: 12369                | Schulstraße 10, bei Standort KG: St. Georgen     | Die Filialkirche steht inmitten des Friedhofs auf einer Anhöhe nordwestlich des Ortes Obereching. Das dreijochige Langhaus und der gleich breite Chor stammen aus der Zeit der Spätgotik. Der Westturm ist nur im unteren Teil spätgotisch, ansonsten barock. Der Hochaltar und die Seitenaltaraufbauten wurden im späten 17. Jahrhundert geschaffen, die stuckierte Kanzel um die Mitte des 18. Jahrhunderts. | BDA-Hist.: Q37807943 Status: § 2a Stand der BDA-Liste: 2025-06-30 Name: Kath. Filialkirche hl. Maria GstNr.: 4696 Filialkirche Obereching                                      |